# アイリッシュ・コーヒー
アイリッシュ・コーヒー (Irish Coffee) とは、アイリッシュ・ウイスキーをベース（基酒）とするカクテルである。コーヒー、砂糖、生クリームの入った甘めのホットドリンク。主に寒い時期に好まれる。なお同じウイスキーでもスコッチ・ウイスキーをベースにすると、ゲーリック・コーヒーに名称が変わる。

## 由来

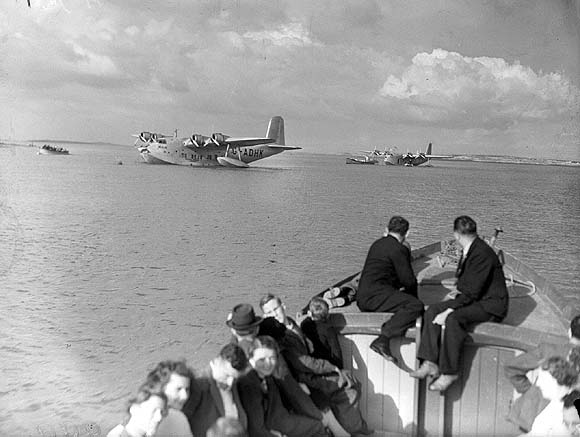
1938年のフォインズ飛行場。飛行艇と搭乗客を乗せたボート

アイルランド南西部・シャノン川河口の漁村フォインズ(Foynes)にあった水上飛行場で、旅客機の乗客のために1942年に創案されたカクテル。考案者はフォインズ飛行場のパブのシェフ、ジョー（ジョセフ）・シェリダン(Joseph Sheridan 1909-1962)。
フォインズは1935年から飛行艇の発着する水上飛行場となったが、第二次世界大戦前の1937年からパンアメリカン航空によって、飛行艇を使ったアメリカ・イギリス間の大西洋横断航空路が運行開始されると、その寄港地にもなった。当時の飛行艇は航続距離が短く、大西洋上の経路途中で、燃料補給のためアイルランドとカナダのノバスコシアに寄港せねばならなかったのである。
当時のプロペラ飛行艇は後年の旅客機と違って気密構造ではなく、暖房はあまりよく効かなかった。加えて飛行艇が水上で給油する間、乗客は安全のためボートで移動して陸上待機せねばならなかったが、港の天候が悪ければ、飛行艇からパブのあるレストハウスにたどり着くまで更に凍える羽目になった。
そこで燃料補給の待ち時間を利用して、乗客に体を温めて貰おう、という心遣いから、アイルランド名物のアイリッシュ・ウイスキーをベースとしたこの飲み物が考案されたという。
このカクテルはフォインズ近郊に1940年に開港し、戦後陸上機が主流となってからフォインズに代わる大西洋航空路の中継地となったシャノン空港でも提供され、当地の名物として大西洋横断航空路を利用する人々に知られるようになった。1952年にはサンフランシスコの「ブエナ・ビスタ・カフェ」にレシピが伝えられて飲まれるようになったことから、更にその存在が広まり、世界中で飲まれる温かいタイプのカクテル（ホットドリンク）の1つとなった。
現在、シャノン空港にはカクテル考案者のシェリダンを記念して「ジョー・シェリダン・カフェ」が設けられており、記念プレートも設置されている。ここでは無論アイリッシュ・コーヒーを注文することができる。

## 一般的な材料
- アイリッシュ・ウイスキー - 30ml
- ホット・コーヒー - 適量
- 角砂糖或いはブラウンシュガー - 2、3個
- 生クリーム - 少量

### 作り方
1. グラスにホット・コーヒーを注ぎ、角砂糖或いはブラウンシュガーを入れる。
2. アイリッシュ・ウイスキーを注ぎ、ステアする。
3. 生クリームをフロートさせ完成。

### 備考
- マドラーを添える場合が多い。
- ウイスキーを瓶からそのまま（棚などに保管されている温度のまま）注ぐと、温度が下がってしまうので注意する。エスプレッソマシン（英語版）があれば、事前にウイスキーをスチームで温めることが出来る。なければステア後に電子レンジで温め、その後に生クリームをフロートさせても良い。
- バリエーションの節を見れば判るように、別の国のウィスキーを入れると別の名前のカクテルになってしまうため、アイリッシュ・コーヒーを作る場合のベースのウイスキーは、必ずアイルランド産のウイスキーを使わなければならない。

## バリエーション
- アイリッシュ・ミストを加えると、「アイリッシュ・ミスト・コーヒー」になる。
- また、ベースが違うと名称が変わる。
  - ベースがスコッチ・ウイスキーなら、「ゲーリック・コーヒー」
  - ベースがコニャックなら、「ロイヤル・コーヒー（カフェ・ロワイヤル）」
  - ベースがアクアビットなら、「スカンジナヴィアン・コーヒー」
  - ベースがカルヴァドスなら、「ノルマンディ・コーヒー」
  - ベースがラム酒なら、「ジャマイカン・コーヒー」

など